# Islam en Norvège
 (janvier 2012).

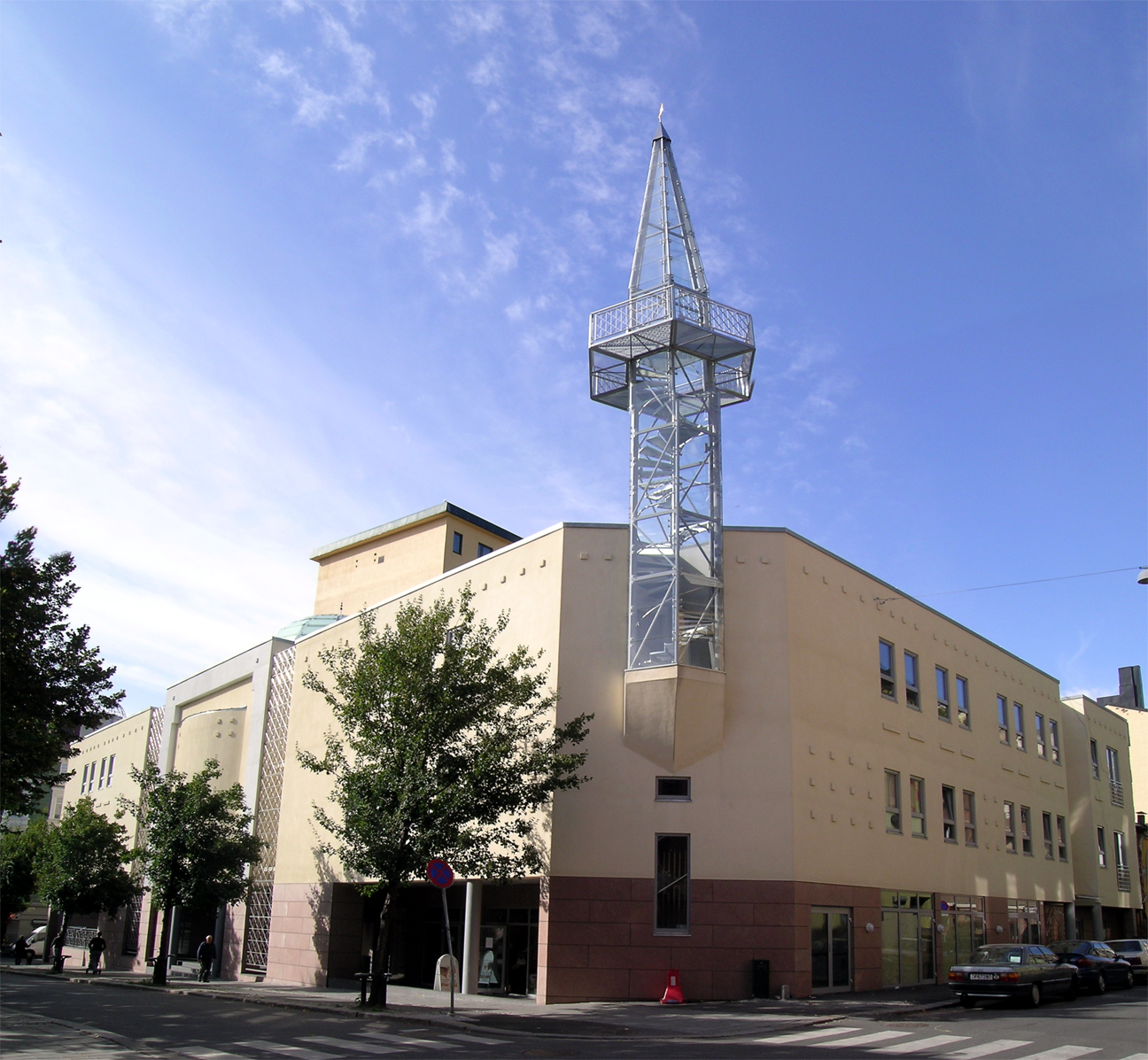
Mosquée à Oslo.

L'islam est la seconde religion, par le nombre de fidèles, présente en Norvège. La grande majorité des musulmans en Norvège est issue de l'immigration. En 2005 elle comptait entre 120 000 et 150 000 fidèles dont près de 40 000 vivent à Oslo même et Akershus[réf. nécessaire].

## Histoire
Les relations entre la Mer du Nord et la Méditerranée sont anciennes : route de l'étain.
Les relations commerciales entre la Mer Baltique et la Méditerranée sont anciennes, au moins depuis l'antiquité, avec la route de l'ambre. Le haut Moyen Âge, l'axe commercial nord-sud s'opère par la route commerciale de la Volga vers la Mer Caspienne et le (khaganar khazar, puis par la route commerciale des Varègues aux Grecs vers l'Empire romain d'Orient (Constantinople) et le califat abbasside (750-1258). Les marchandises transportées sont variées : produits alimentaires (miel, épices), artisanat, fourrure, verre, tissu, livres, esclaves... Les diverses versions de wikipedia présentent le commerce des esclaves en Suède, au moins dès l'époque viking.
Les premières traces de musulmans en Norvège viennent des annales islandaises. Le sultan de Tunis envoya en 1260 à la suite de la rencontre entre celui-ci et des émissaires du roi Haakon IV de Norvège.[réf. nécessaire]. Les Tatars sont présents et employés en Lituanie dès le XIVe siècle. Des contacts minimes ont existé. 
La présence réelle de musulmans en Norvège est très récente par rapport aux autres pays européens. Ainsi, en 1980, les statistiques font état 1 006 musulmans dans le pays. Leur nombre va pourtant croître assez rapidement. Les différents recensements effectués le prouvent:
- 1980 : 1 006
- 1990 : 19 189
- 2000 : 56 458
- 2006 : 72 023
- 2007 : 79 000

## Groupes ethniques
L'islam norvégien se compose de différents groupes ethniques issus des divers pays d'émigration, à traditions religieuses (sunnisme, chiisme, etc) relativement différentes. Selon Kari Vogt, le nombre de Norvégiens convertis serait d'environ 500. Les autres musulmans sont pour la plupart des immigrants de première ou seconde génération. Les plus grands groupes d'immigrants musulmans sont originaires des pays suivants :
- Pakistan: 27 675
- Irak : 20 076
- Somalie : 18 015
- Bosnie-Herzégovine : 14 822
- Iran : 14 362
- Turquie : 14 084
- Kosovo : 12 235
- Maroc : 8 305
- Algérie : 7 612
- Tunisie : 5 491

## Les mosquées

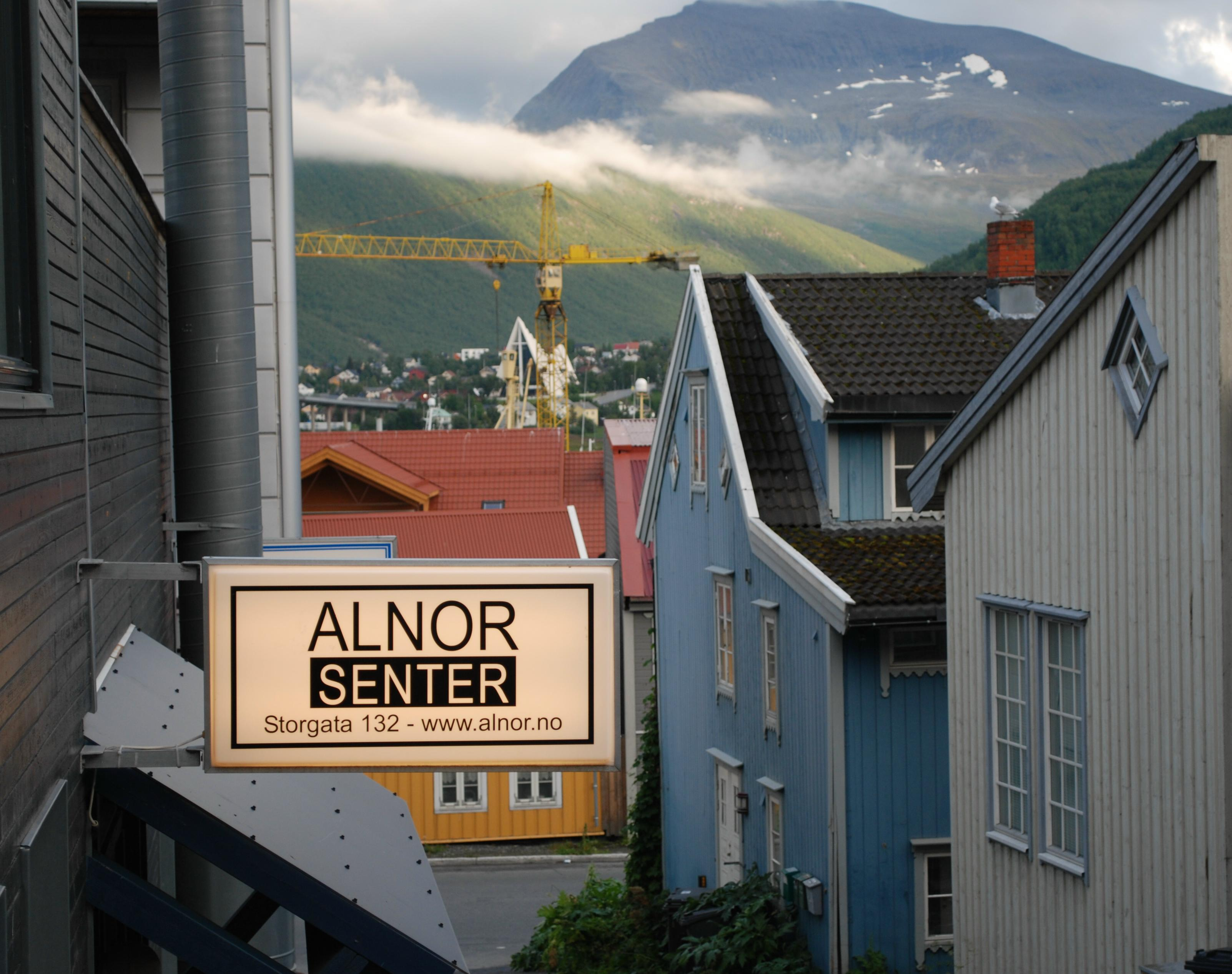
Mosquée à Tromsø

Des lieux de prière collective (non officiels) se créent rapidement. La première mosquée en Norvège se situe dans l'Islamic Cultural Centre, ouvert à Oslo en 1974. Les initiateurs sont des Pakistanais, aidés par le Centre culturel islamique, ouvert auparavant à Copenhague. Avec la rapide augmentation de la communauté musulmane, le nombre de mosquées s'accroît.
En 2019, un acte terroriste vise une mosquée, huit ans après les attentats commis par Anders Behring Breivik. L'assaillant, membre de la même mouvance que Breivik, ne blesse qu'une seule personne.